# Skálholt
Skálholt er en gård i Suðurland på det sydlige Island.
Den var katolsk bispesæde fra 1056 til slutningen af 1500-tallet, hvor reformationen slog igennem. Herefter var den fortsat bispesæde til 1796, hvor bispesædet flyttede til Reykjavik.
Skálholt betragtedes i en periode som Islands hovedstad og var opholdssted for nogle af landets berømteste lærde. Biskop Gissur Isleifsson (1082-1118) skænkede 1096 sin fædrene gård til kirken som det første islandske bispesæde. 1630 nedbrændte den oprindelige gård. 1553-1785 var der en meget søgt latinskole på stedet, der nu er en bondegård.